# Кођа (Корзика)
Кођа (фр. Coggia) је насељено место у Француској у региону Корзика, у департману Јужна Корзика.
По подацима из 2011. године у општини је живело 821 становника, а густина насељености је износила 26,2 становника/km².

## Демографија
| 1962. | 1968. | 1975. | 1982. | 1990. | 2011. |
| ----- | ----- | ----- | ----- | ----- | ----- |
| 204   | 225   | 284   | 447   | 538   | 821   |